# アナ・マリア・トーレス
アナ・マリア・トーレス・ラミレス（Ana Maria Torres Ramirez、1980年1月25日 - ）は、メキシコの女子プロボクサー。メキシコシティ出身。

## 来歴

### キャリア初期
1999年7月3日、アレナ・メヒコでマリアナ・フアレスと対戦し、2-1の判定勝ちを収めデビュー戦を白星で飾った。
1999年12月11日、アレナ・メヒコでマリアナ・フアレスと再戦し、1-1の判定で引き分けた。
2002年6月6日、メキシコシティでマリアナ・フアレスとメキシコ女子バンタム級王座決定戦を行い、3-0の判定勝ちを収め王座獲得に成功した。
2004年2月13日、メヒカリでイボンヌ・ムニョスと対戦し、プロ初黒星となる0-3の判定負けを喫しメキシコ女子バンタム級王座の初防衛に失敗、王座から陥落した。
2005年12月21日、メキシコシティでスザンナ・バスケスとメキシコ女子バンタム級王座決定戦を行い、3-0の判定勝ちを収め王座返り咲きに成功した。
2006年5月13日、メキシコシティでグロリア・リオスとNABF女子北米スーパーフライ級王座決定戦を行い、6回1分15秒TKO勝ちを収め王座獲得に成功した。
2006年6月7日、北朝鮮高城郡で金光玉が持つWBC女子世界バンタム級王座に挑戦したが、1-2の判定負けを喫し王座獲得に失敗した。同日、金が王座を返上した為、王座は空位となった。

### 世界王座
2006年10月7日、ベラクルス州ハラパでマイェラ・ペレスとWBC女子世界スーパーフライ級暫定王座決定戦を行い、6回1分50秒TKO勝ちを収め王座獲得に成功した。
2007年4月16日、ドミニカ共和国サントドミンゴで柳明玉の王座剥奪に伴いダイアナ・サンタナとWBC女子世界スーパーフライ級決定戦を行い、3-0の判定勝ちを収め正規王座に認定された。
2007年10月19日、北朝鮮開城で柳明玉と対戦し、1-2の判定負けを喫しWBC女子世界スーパーフライ級王座の2度目の防衛に失敗、王座から陥落した。
2008年4月26日、ケレタロ州ケレタロで柳明玉と対戦し、1-0の判定で引き分けた為WBC女子世界スーパーフライ級王座への返り咲きに失敗した。
2008年8月30日、モンテレイでエスメラルダ・モレノとWBC女子世界スーパーフライ級暫定王座決定戦を行い、3-0の判定勝ちを収め暫定ながら王座に返り咲いた。
2009年2月26日、柳明玉の王座剥奪に伴い正規王座に認定された。
2009年2月28日、オアハカ州オアハカでパウリナ・カルドナと対戦し、4回57秒TKO勝ちを収め初防衛に成功した。
2009年6月13日、メキシコシティで暫定王者のウサナコン・ゴーキャットジムとWBC女子世界スーパーフライ級王座統一戦を行い、3-0の判定勝ちを収め王座統一に成功、2度目の防衛に成功した。
2009年8月29日、メヒカリでアバ・ナイトと対戦し、3-0の判定勝ちを収めWBC女子世界スーパーフライ級王座の3度目の防衛に成功した。
2009年10月31日、トルーカでステファニー・ジョージと対戦し、3回1分34秒TKO勝ちを収めWBC女子世界スーパーフライ級王座の4度目の防衛に成功した。
2010年7月3日、トラルネパントラ・デ・バスでオルガ・フリオと対戦し、4回KO勝ちを収めWBC女子世界スーパーフライ級王座の5度目の防衛に成功した。
2010年9月11日、メキシコシティでアレシア・グラフと対戦し、3-0の判定勝ちを収めWBC女子世界スーパーフライ級王座の6度目の防衛に成功した。
2010年11月6日、ユカタン州メリダでホリー・ダナウェイと対戦し、6回1分13秒TKO勝ちを収めWBC女子世界スーパーフライ級王座の7度目の防衛に成功した。
2011年1月22日、ネサワルコヨトルで山口直子と対戦し、3-0の判定勝ちを収めWBC女子世界スーパーフライ級王座の8度目の防衛に成功した。
2011年4月16日、WBC女子世界スーパーバンタム級暫定王者ジャッキー・ナバとノンタイトル10回戦を行い、0-0の判定で引き分けた。
2011年6月11日、サン・ルイス・ポトシ州サン・ルイス・ポトシでバネッサ・ギマランイスと対戦し、4回1分32秒KO勝ちを収めWBC女子世界スーパーフライ級王座の9度目の防衛に成功した。
2011年7月30日、トゥストラ・グティエレスでジャッキー・ナバとWBC女子世界バンタム級ダイヤモンド王座決定戦を行い、3-0の判定勝ちを収め、女子ボクサーとして初めてWBCダイヤモンド王座を獲得した。
2011年10月8日、ロス・カボスでマリサ・ジョアンナ・ポルティージョと対戦し、3-0の判定勝ちを収めWBC女子世界スーパーフライ級王座の10度目の防衛に成功した。
2012年3月31日、ロス・カボスでマリア・アンドレア・ミランダと対戦し、4回10秒、ミランダの棄権によりWBC女子世界スーパーフライ級王座の11度目の防衛に成功した。

### 名誉王者 - 現在
2012年5月16日、妊娠が発覚したため1年間の産休に入った。WBCはトーレスを名誉王座に認定した。
出産後も正式に引退はしていないものの競技には復せずマネージャーとして裏方に回り、2014年9月5日の村田諒太の相手だったアドリアン・ルナのセコンドとして来日した。

## 戦績
- 34戦28勝（16KO）3敗3引分

## 獲得タイトル
- WBC女子世界スーパーフライ級暫定王座（防衛1=正規王座に認定）
- 第2代WBC女子世界スーパーフライ級王座（防衛0）
- WBC女子世界スーパーフライ級暫定王座（2期目:防衛1=正規王座に認定）
- 第4代WBC女子世界スーパーフライ級王座（防衛10=名誉王座に認定）
- WBC女子世界バンタム級ダイヤモンド王座